# 刑部駅
刑部駅（おさかべえき）は、岡山県新見市大佐小阪部にある、西日本旅客鉄道（JR西日本）姫新線の駅である。

## 歴史
- 1930年（昭和5年）12月11日：鉄道省作備線（現・姫新線）中国勝山駅 - 岩山駅間延伸時に開設[1]。
  - 当時の所在地表示は岡山県阿哲郡刑部町小阪部であった[1]。
- 1936年（昭和11年）10月10日：作備線が姫新線の一部となり、当駅もその所属となる。
- 1973年（昭和48年）3月12日：貨物取扱廃止[1]。
- 1985年（昭和60年）3月14日：荷物扱い廃止[1]。
- 1986年（昭和61年）11月1日：簡易委託駅化[2]。
- 1987年（昭和62年）4月1日：国鉄分割民営化に伴い、JR西日本の駅となる[1]。
- 2011年（平成23年）4月1日：簡易委託解除、完全無人駅化。

## 駅構造

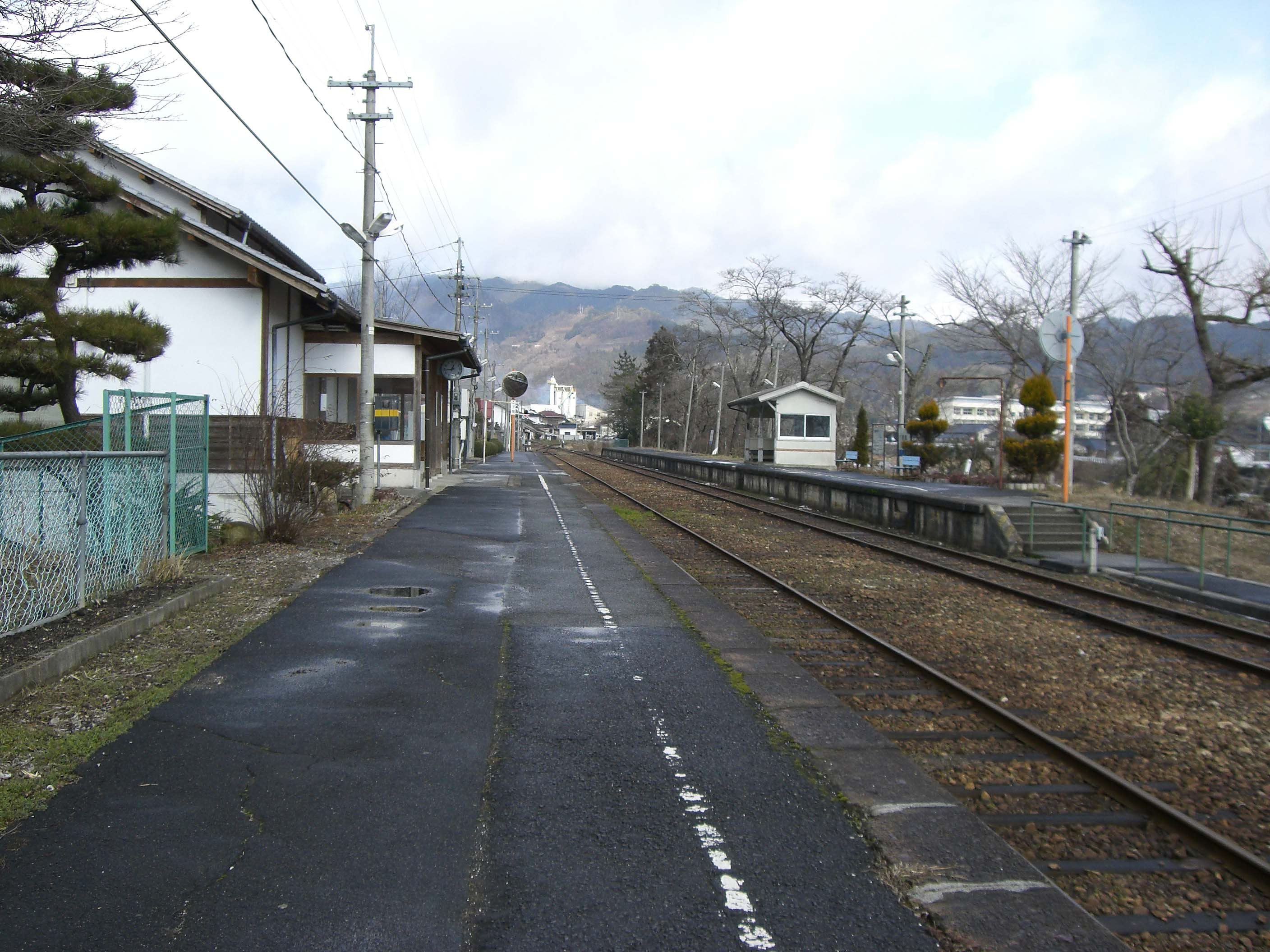
構内（2008年1月）

相対式ホーム2面2線を有する列車交換可能な地上駅。津山方面行ホーム側に駅舎があり、両ホームは新見寄りにある構内踏切で連絡している。
新見駅管理の無人駅。以前は窓口で乗車券を発券する簡易委託駅であったが、2011年3月31日限りで委託は解除された。駅舎は物販店が同居し、待合室がある。
駅前広場があり、パラグライダーの形をした街灯が設置されている。

### のりば
| ホーム | 路線   | 方向 | 行先                     |
| ------ | ------ | ---- | ------------------------ |
| 駅舎側 | 姫新線 | 上り | 中国勝山・津山・佐用方面 |
| 反対側 | 姫新線 | 下り | 新見方面                 |

- 案内上ではのりば番号が設定されていない。

## 利用状況
近年の1日平均乗車人員の推移は以下の通り。
| 乗車人員推移 | 乗車人員推移 |
| 年度         | 1日平均人数  |
| ------------ | ------------ |
| 1999         | 138          |
| 2000         | 135          |
| 2001         | 127          |
| 2002         | 124          |
| 2003         | 121          |
| 2004         | 117          |
| 2005         | 107          |
| 2006         | 99           |
| 2007         | 90           |
| 2008         | 78           |
| 2009         | 74           |
| 2010         | 73           |
| 2011         | 63           |
| 2012         | 61           |
| 2013         | 69           |
| 2014         | 60           |
| 2015         | 62           |
| 2016         | 50           |
| 2017         | 51           |
| 2018         | 46           |
| 2019         | 54           |
| 2020         | 55           |
| 2021         | 59           |

## 駅周辺
- 新見市大佐支局
- 刑部郵便局
- 新見市立大佐中学校
- 新見市立刑部小学校
- ボンエース大佐店

## 隣の駅
西日本旅客鉄道（JR西日本）
 姫新線
■快速
月田駅 - 刑部駅 - 新見駅
■普通
富原駅 - 刑部駅 - 丹治部駅